# Allée de la Tour - Rendez-Vous (tramway d'Île-de-France)
Allée de la Tour - Rendez-Vous est une gare ferroviaire française de la ligne de Bondy à Aulnay-sous-Bois (dite ligne des Coquetiers), située sur le territoire de la commune de Villemomble, dans le département français de la Seine-Saint-Denis en région Île-de-France.
Mise en service en 1875 par la Compagnie du chemin de fer de Bondy à Aulnay sous le nom de halte du Raincy, elle devient la gare d'« Allée de la Tour - Rendez-Vous » en 1914. Elle est réaménagée en station de tram-train en 2006 par la Société nationale des chemins de fer français (SNCF).
Elle est desservie par des rames de type Tram-trains circulant sur la ligne 4 du tramway d'Île-de-France.

## Histoire

### Premières haltes et gare
Le 7 août 1875, la Compagnie du chemin de fer de Bondy à Aulnay met en service sa ligne et la « halte du Raincy », située en forêt de Bondy à l'extrémité de l'« allée du Rendez-vous ».

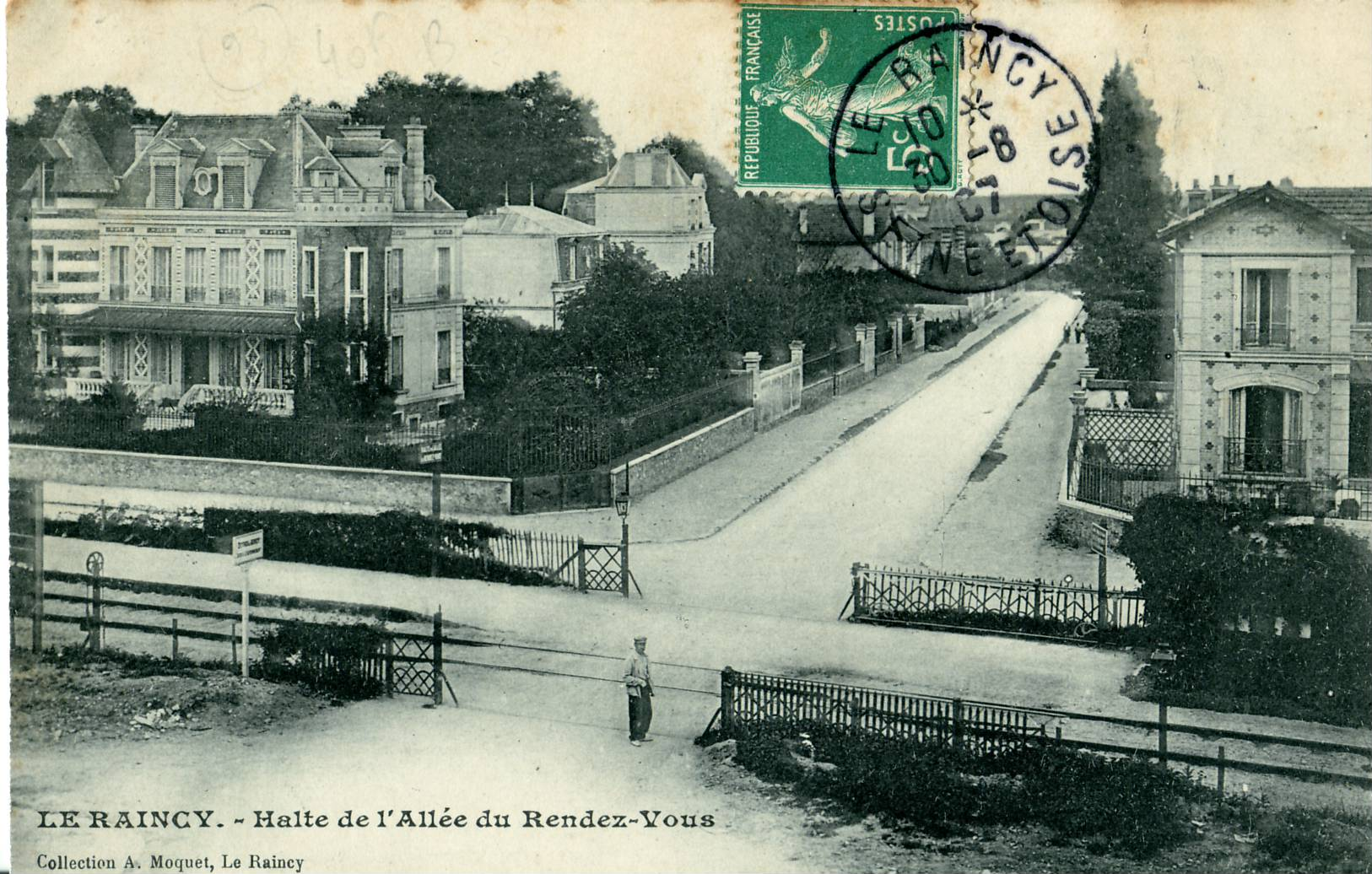
La halte du Raincy vers 1900.

 Le bâtiment de la halte évoque l'ancien pavillon de chasse du duc d'Orléans, Louis-Philippe Ier, le Rendez-Vous, l'une des nombreuses dépendances du château du Raincy, aujourd'hui disparu. Cet édifice se trouvait à l'angle du boulevard Pasteur et de l'allée du Rendez-Vous aux Pavillons-sous-Bois, à peu près à l'emplacement de la villa de briques qui s'y trouve actuellement. C'est ici que le départ de la chasse à courre des résidents du château du Raincy était donné.
En 1912, on pose une deuxième voie sur le tronçon de la ligne entre Bondy et Gargan du fait de l'augmentation importante de la fréquentation. En 1914, les haltes de Raincy et de l'Allée de la Tour, trop proches, sont fusionnées pour créer la « gare de Allée de la Tour - Rendez-Vous » avec la construction d'un nouveau bâtiment ; ce dernier a été démoli en 2006 malgré une demande de préservation qui n'a pas abouti mais a néanmoins permis de sauvegarder les gares des Coquetiers et de l'Abbaye.

### Station du tram-train
Le projet de modernisation de la ligne de Bondy à Aulnay-sous-Bois (dite ligne des Coquetiers) aboutit à la réalisation d'un « Tram-train d'Aulnay à Bondy », premier de ce type en France. La station « Allée de la Tour - Rendez-Vous », réaménagée, est inaugurée par la Société nationale des chemins de fer français (SNCF) lors de l'inauguration du tram-train 01 le 18 novembre 2006.
En 2014, selon les estimations de la SNCF, la fréquentation annuelle de la gare est de 664 200 voyageurs.

## Service des voyageurs

### Accueil
Halte ou station SNCF, c'est un point d'arrêt non géré (PANG) à accès libre. Elle dispose de deux quais, de 75 mètres de long chacun, pour desservir les voies V1TT et V2TT. Elle est équipée d'abris sur chacun des quais et d'automates pour l'achat et le compostage de titres de transport. C'est une station accessible « en toute autonomie » par les personnes en fauteuil roulant.

### Desserte
La station de l'Allée de la Tour - Rendez-Vous est desservie par des tram-trains de la relation Bondy - Aulnay-sous-Bois (ligne T4) à raison d'un tram-train toutes les 6, 9 ou 15 minutes suivant les horaires.

## Intermodalité
La station est desservie par la ligne 114 du réseau de bus RATP.